# (10481) Esipov
(10481) Esipov est un astéroïde de la ceinture principale, découvert le 23 août 1982 par Nikolaï Tchernykh à l'observatoire d'astrophysique de Crimée. Cet astéroïde possédait la désignation provisoire 1982 QK3. 